# Jacek Krawiec

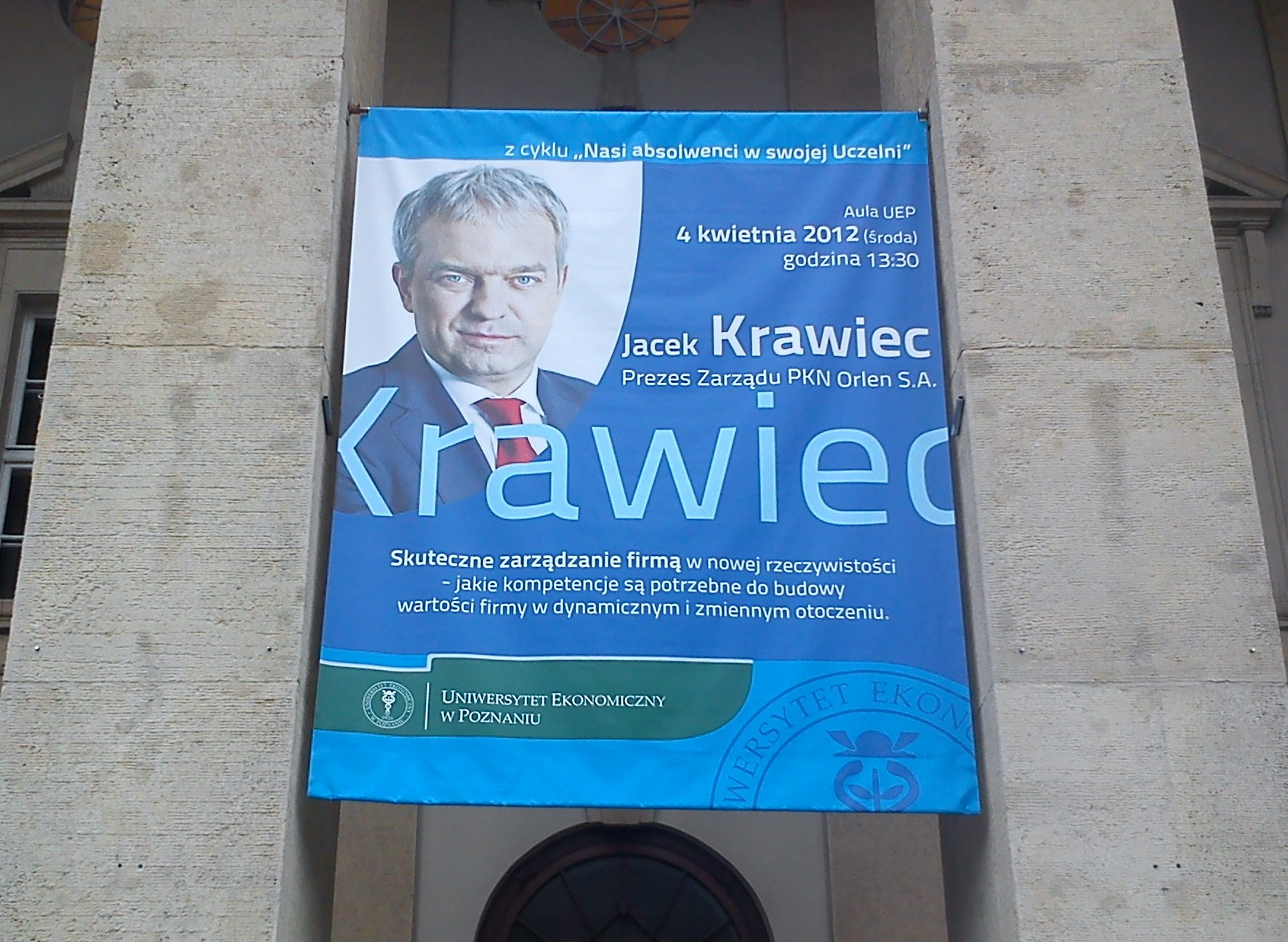
Baner z wizerunkiem Jacka Krawca

Jacek Krawiec, właśc. Dariusz Jacek Krawiec (ur. 23 września 1967 w Kołobrzegu) – polski ekonomista, w latach 2008–2015 prezes zarządu – dyrektor generalny koncernu PKN Orlen.

## Życiorys
Jest absolwentem Akademii Ekonomicznej w Poznaniu, kierunek ekonomika i organizacja handlu zagranicznego (1992). W latach 1992–1997 był zatrudniony w Banku Pekao SA, Ernst & Young oraz w PricewaterhouseCoopers. W 1998 był odpowiedzialny za rynek polski w brytyjskim oddziale japońskiego banku inwestycyjnego Nomura plc w Londynie. W kolejnych latach 1998–2002 pełnił funkcję prezesa zarządu i dyrektora generalnego w Impexmetal. W 2002 objął stanowisko prezesa zarządu Elektrim. W latach 2003–2004 był dyrektorem zarządzającym Sindicatum Ltd London. W latach 2006–2008 zajmował stanowisko prezesa zarządu Action SA. Przewodniczył radom nadzorczym następujących firm: Huty Aluminium „Konin”, Metalexfrance Paryż, S and I SA Lozanna, ce-market.com oraz był członkiem rad nadzorczych następujących spółek: Impexmetal, Elektrim, Polska Telefonia Cyfrowa, Elektrim Telekomunikacja, Elektrim Magadex, Elektrim Volt oraz PTE AIG.
18 września 2008 został powołany na stanowisko prezesa zarządu i dyrektora generalnego PKN Orlen (od 7 czerwca 2008 pełnił funkcję wiceprezesa zarządu). Z tej funkcji został odwołany 16 grudnia 2015 (zastąpił go Wojciech Jasiński). W związku z objęciem prezesury w PKN Orlen, 11 grudnia 2008 objął też funkcję przewodniczącego rady nadzorczej czeskiego holdingu rafineryjnego Unipetrol, należącego do Orlen Group.
12 lutego 2019 został zatrzymany w związku z podejrzeniem dopuszczenia się przestępstwa niegospodarności w wielkich rozmiarach. 4 września 2019 został zatrzymany ponownie przez CBA, Prokuratura Regionalna w Łodzi rozszerzyła podejrzanemu liczbę zarzutów. Zatrzymany drugi raz przez CBA we wrześniu 2020, w związku ze sprawą przeciwko byłemu ministrowi Sławomirowi Nowakowi. Chodzi o podejrzenie wręczenia Nowakowi łapówek na łączną kwotę kilkuset tysięcy złotych w zamian za pomoc w kwestiach związanych z objęciem przez Dariusza Krawca intratnych stanowisk.

## Życie prywatne
Jest bratem Małgorzaty Bochenek, pracującej do lipca 2010 w Kancelarii Prezydenta RP Lecha Kaczyńskiego.